# Carlo De Carli
Carlo De Carli (Milano, 7 novembre 1910 – Milano, 3 marzo 1999) è stato un architetto, designer e teorico dell'architettura italiano, uno dei protagonisti dell'architettura moderna, del disegno industriale, e del loro insegnamento.

## Biografia
Nasce a Milano da famiglia borghese con radici materne sul Lago di Garda, la cui natura quasi mediterranea (olivi, viti, cipressi, “limonaie") sarà presenza costante nel suo lavoro. Dopo gli studi classici e la laurea in Architettura, lavora per un anno nello studio di Gio Ponti, cui succederà nel 1962 al Politecnico di Milano nella cattedra di Architettura degli interni, arredamento e decorazione. 
Realizza la maggior parte delle sue opere di architettura, allestimento e design dal dopoguerra ai primi anni Settanta. Il suo lavoro di progettista strettamente legato a un pensiero teorico, mette la persona al centro del progetto, privilegia il processo di formazione di spazi e oggetti piuttosto che il loro essere e apre alle loro reciproche relazioni. È una costante ricerca che lo sollecita a creare forme nuove contribuendo al rinnovamento del gusto e delle tendenze dell’architettura e del design italiano.

## Opere

### Architetture
La sua linea di pensiero si concretizza nelle architetture realizzate dal dopoguerra ai primi anni Settanta. Il primo importante edificio è del 1947-1949, la Casa per uffici e abitazioni in via dei Giardini 7 a Milano, nel cui seminterrato realizzerà dopo pochi anni il Teatro Sant'Erasmo (1951-53) con la collaborazione dell'architetto Antonio Carminati. Le altre opere più significative sono il "villaggio Milano" a La Caletta di Siniscola, Nuoro (1948-51); la Foresteria delle Miniere di Monteponi, Sud Sardegna (1950-52); il complesso scolastico e assistenziale dell'Opera Don Calabria a Cimiano, Milano (laboratori professionali, scuola media, pensionato per anziani, Chiesa di San Gerolamo Emiliani) (1952-1965); la Casa per Anziani a Negrar, Verona (1955-62); la Chiesa di Sant'Ildefonso (1955-56) a Milano.

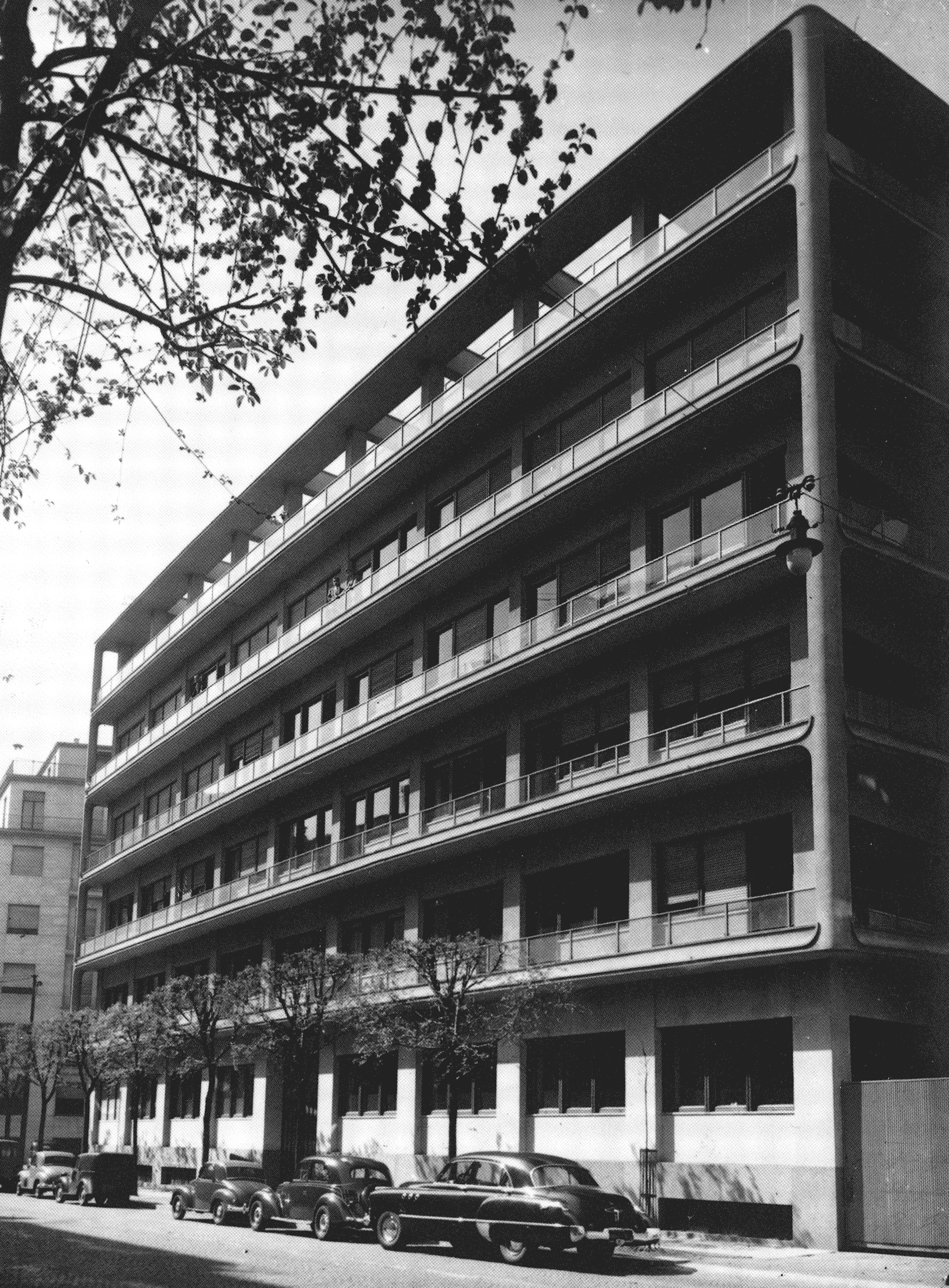
Edificio via dei Giardini 7, Milano, 1947-49, C. De Carli con A. Carminati.
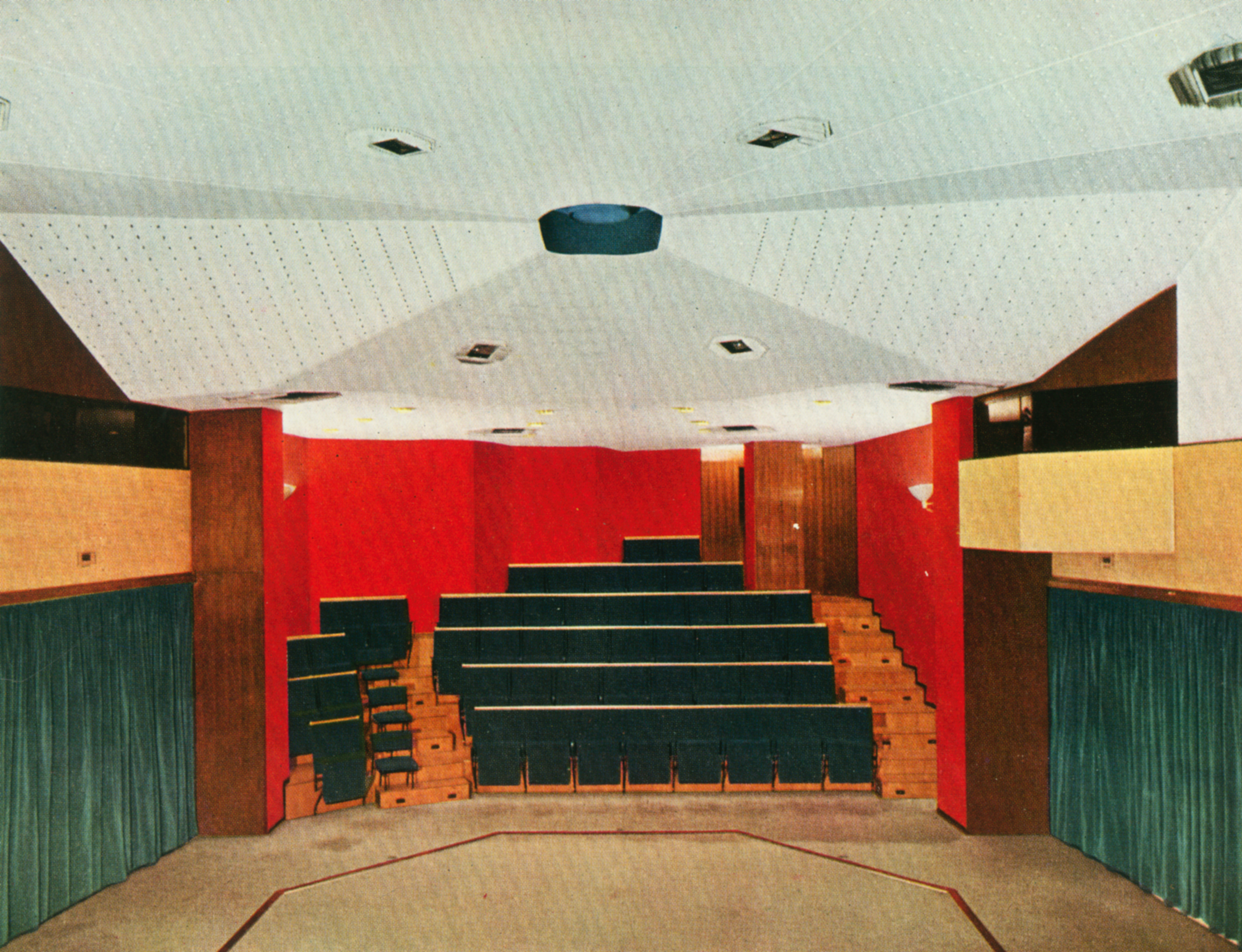
Teatro Sant'Erasmo, Milano, 1951-53, C. De Carli con A. Carminati
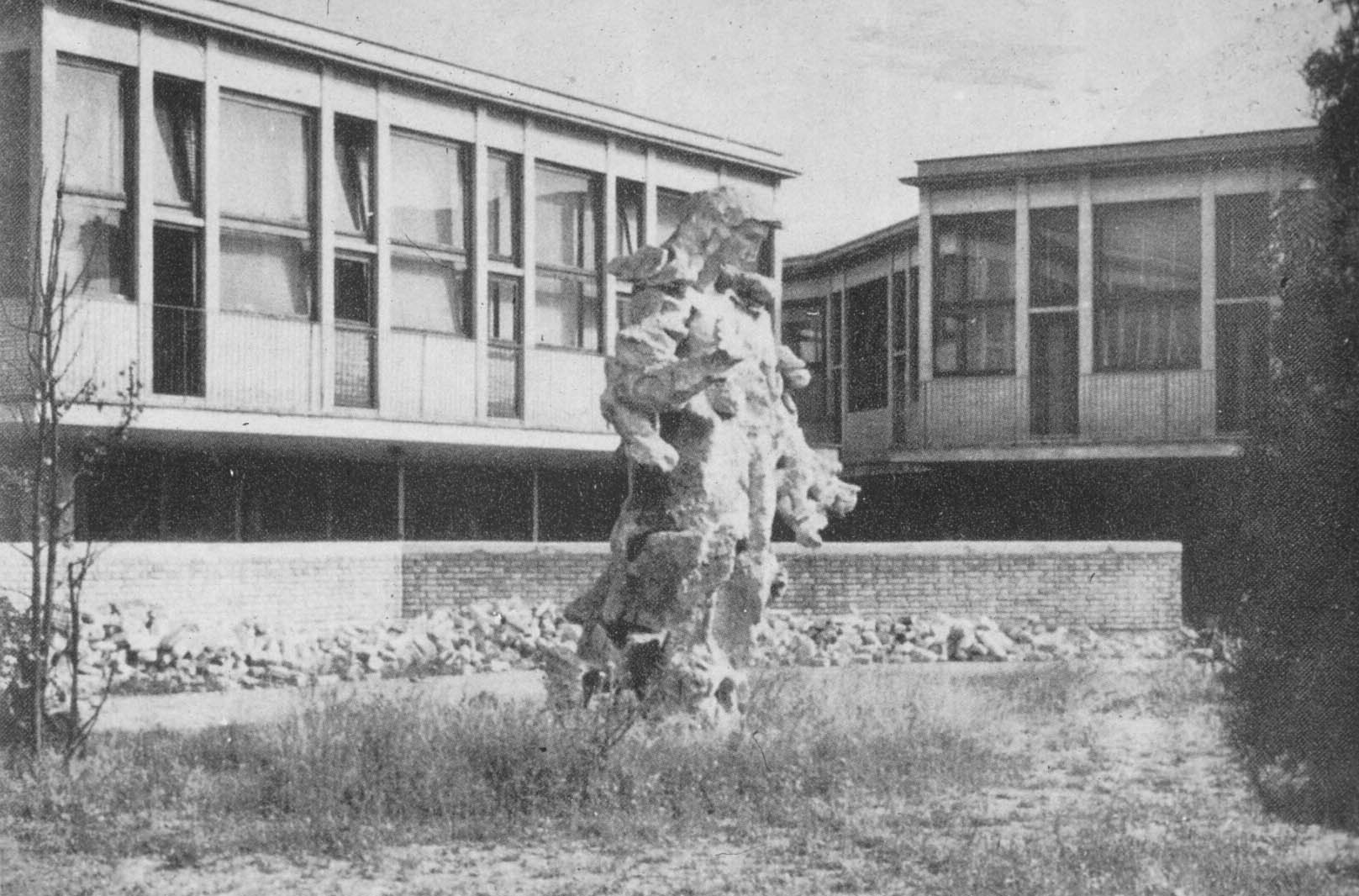
Centro Professionale Don Calabria, Cimiano, Mi. 1954-56 C. De Carli con A. Carminati. Scultura di Lucio Fontana.
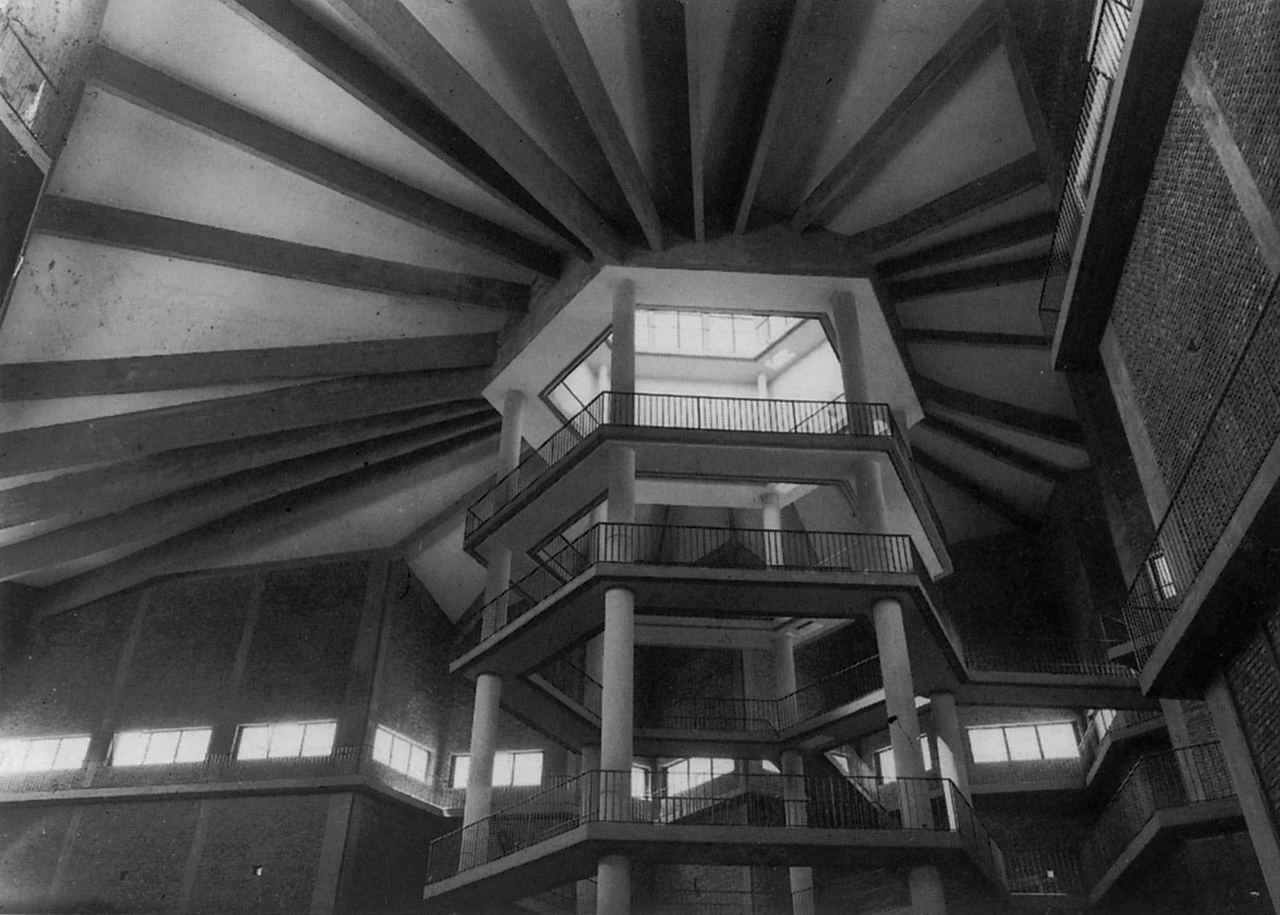
Interno della chiesa Sant’Ildefonso a Millano. 1954-56.

### Interni e allestimento
Nei suoi progetti di architettura degli interni gli spazi si articolano e relazionano come insiemi unitari capaci di accogliere e raccontare. Questo ‘senso’ dello spazio caratterizza il negozio di pelletteria Franzi (1946), gli appartamento Roditi e Galli (1949-1950)) e gli allestimenti nella Biblioteca Ambrosiana (1952) a Milano.  Nel 1958 l'atrio di accesso alla Sala del Consiglio d'Europa all'Expo di Bruxelles è uno straordinario spazio di ritrovo e di narrazione della Storia dell'Idea di Libertà attraverso i tempi. Nel 1965 alla mostra “La casa abitata” a Palazzo Strozzi, Firenze, allestisce uno spazio abitativo su due livelli con arredi unificati dall'impiego di un solo listello ligneo.

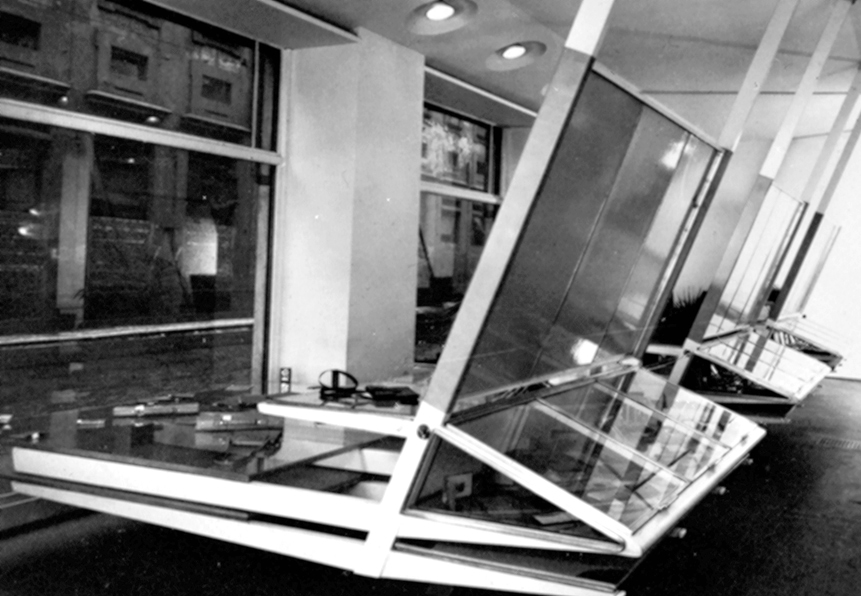
Negozio Franzi a Milano. 1945.
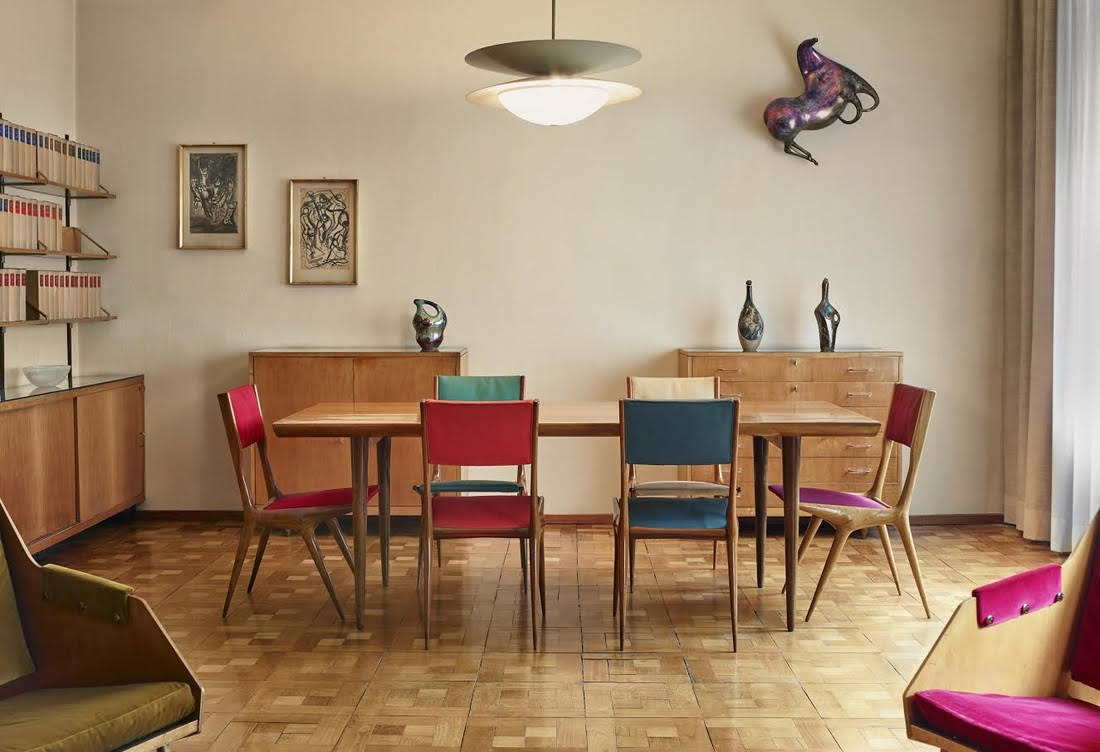
Soggiorno-pranzo casa Galli, 1950
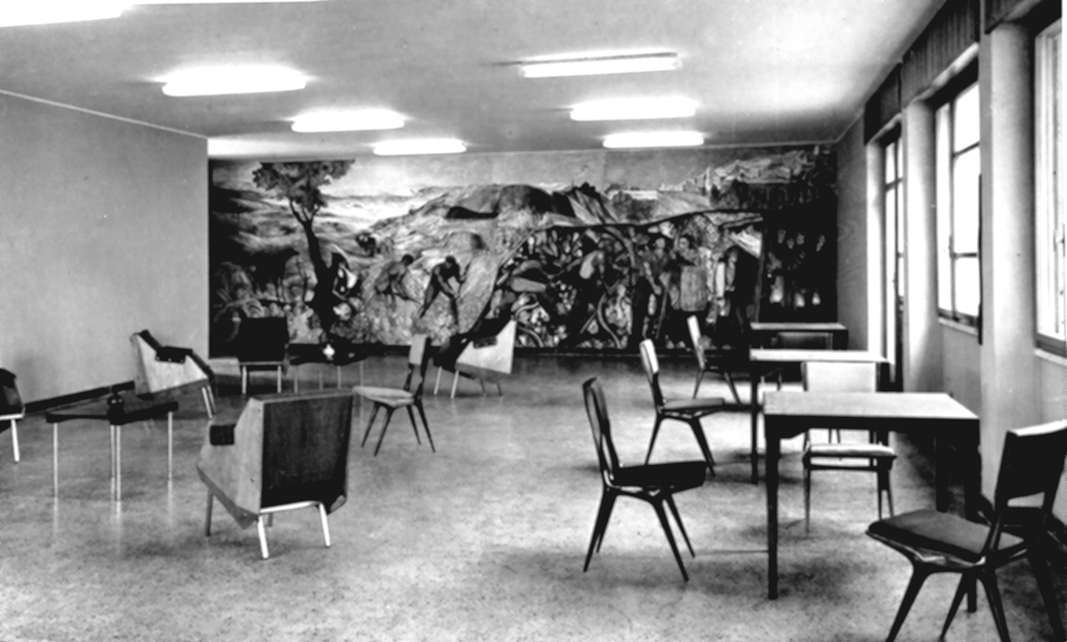
Soggiorno Foresteria Monteponi, Cagliari. C. De Carli con M. Comolli, 1950. Affresco di A. Sassu.
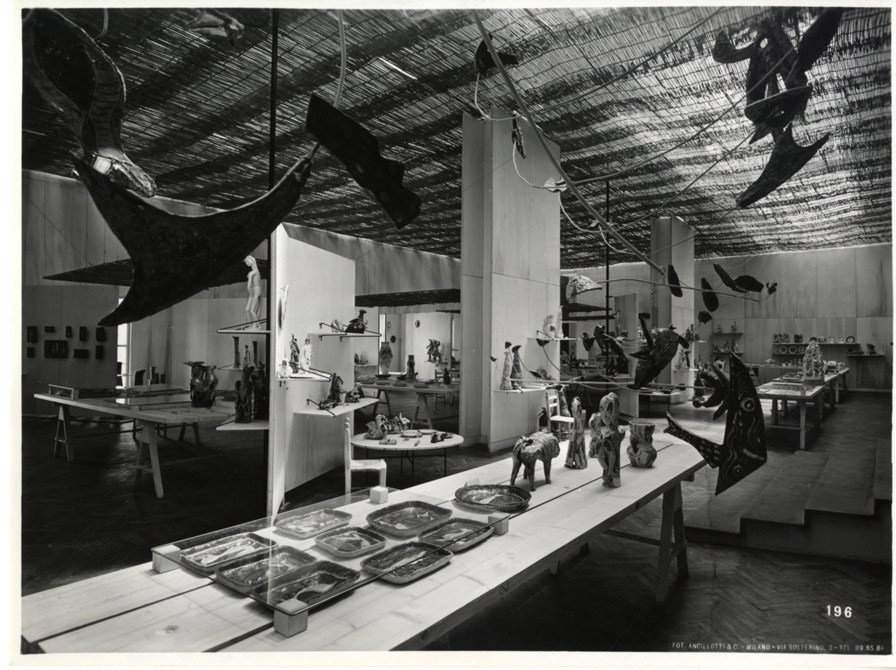
Mostra della Ceramica, IX Triennale di Milano, 1951.  Allestimento: C. De Carli, ordinamento:  G.Ponti
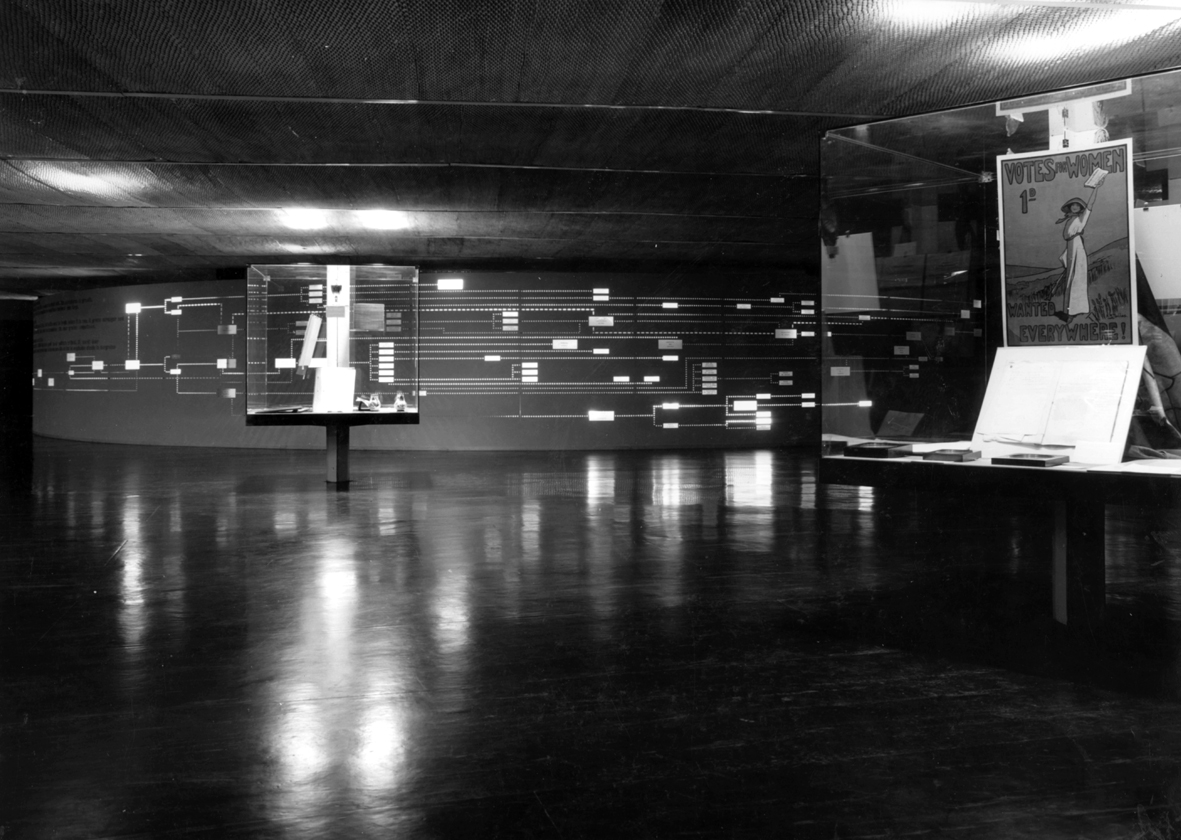
Padiglione del Consiglio d’Europa, Bruxelles, 1958. C. De Carli con M. Grisotti

### Elementi d'arredo
Parallelamente progetta numerosi elementi d'arredo che entrano in produzione con Cassina (la Sedia mod. 683 vince nel 1954 il primo Compasso d'Oro), Tecno (la Poltroncina Balestra è Gran Premio dell'XI Triennale, 1957), Sormani, Longhi, Cinova e varie altre aziende artigiane e industriali.

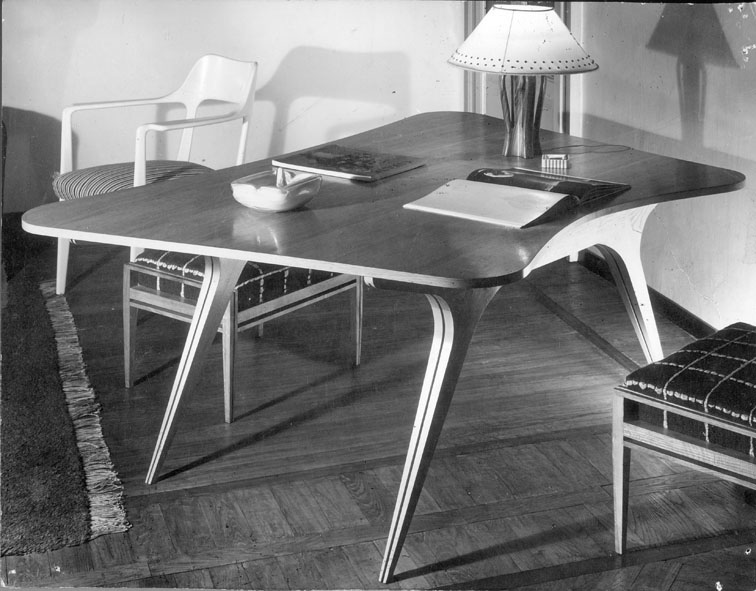
Tavolo ‘a farfalla’ , 1941.
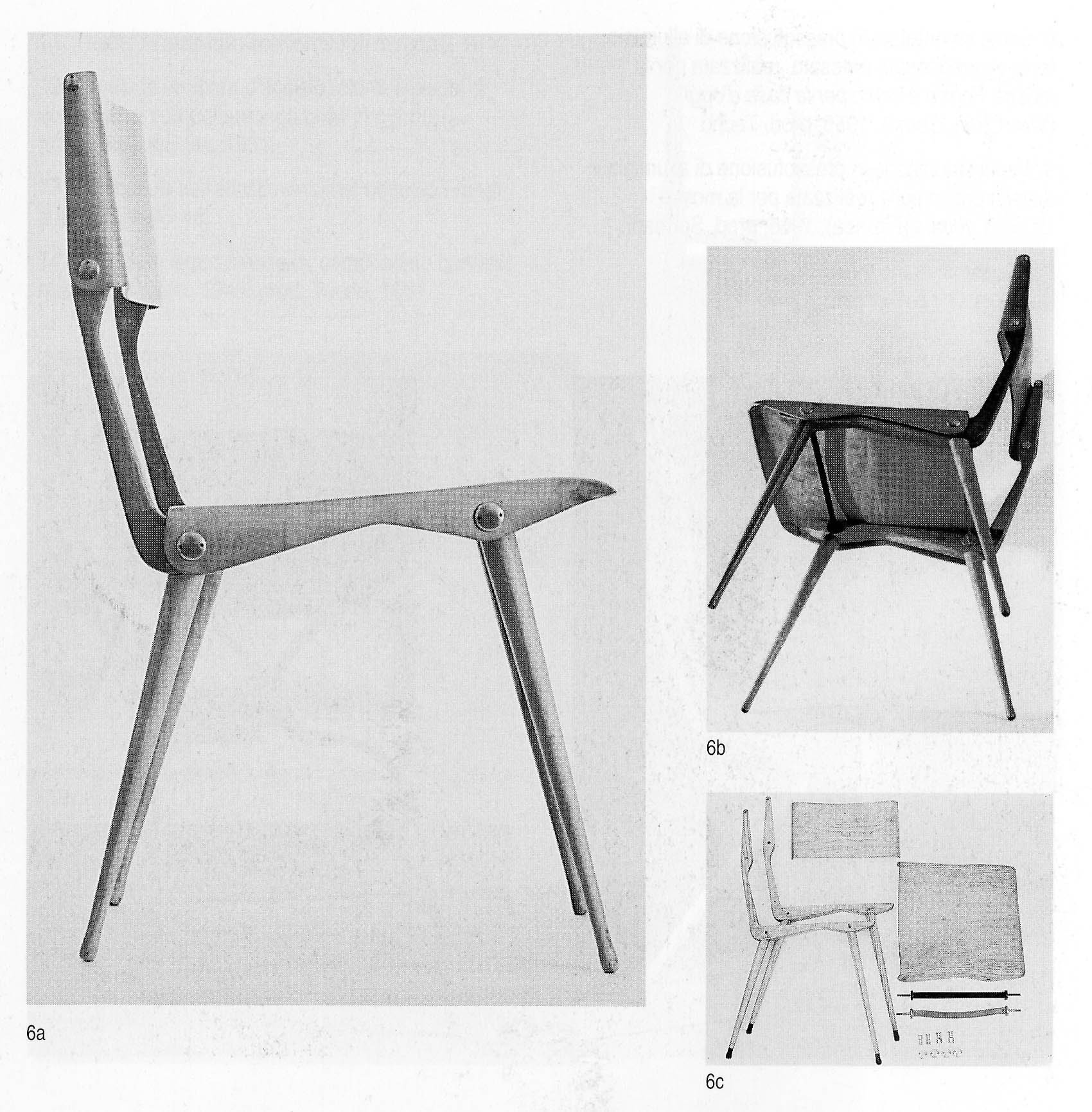
Sedia "Compasso d’Oro". Mod.683 Prod. Cassina, 1954
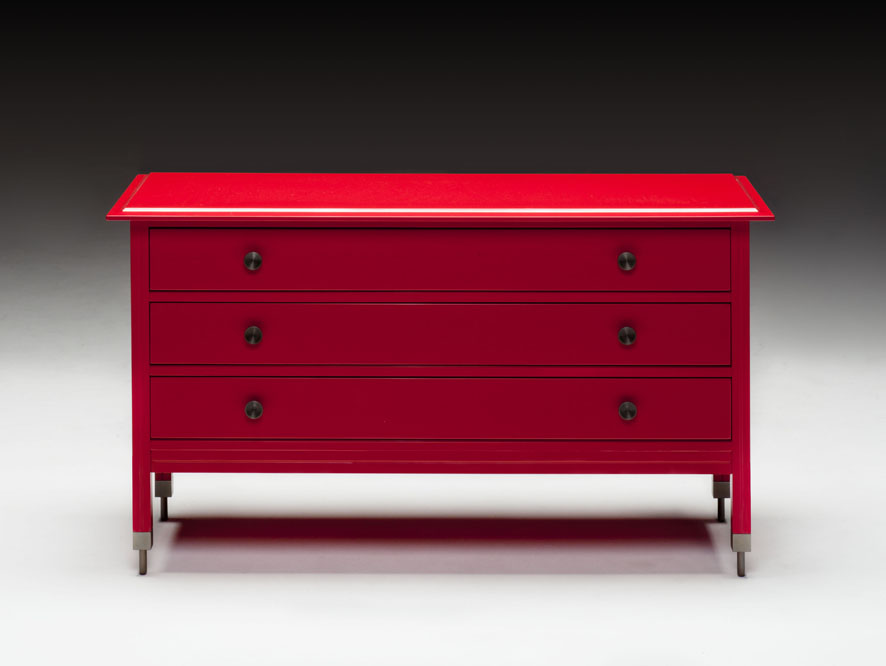
Cassettone rosso Prod. Sormani, 1963
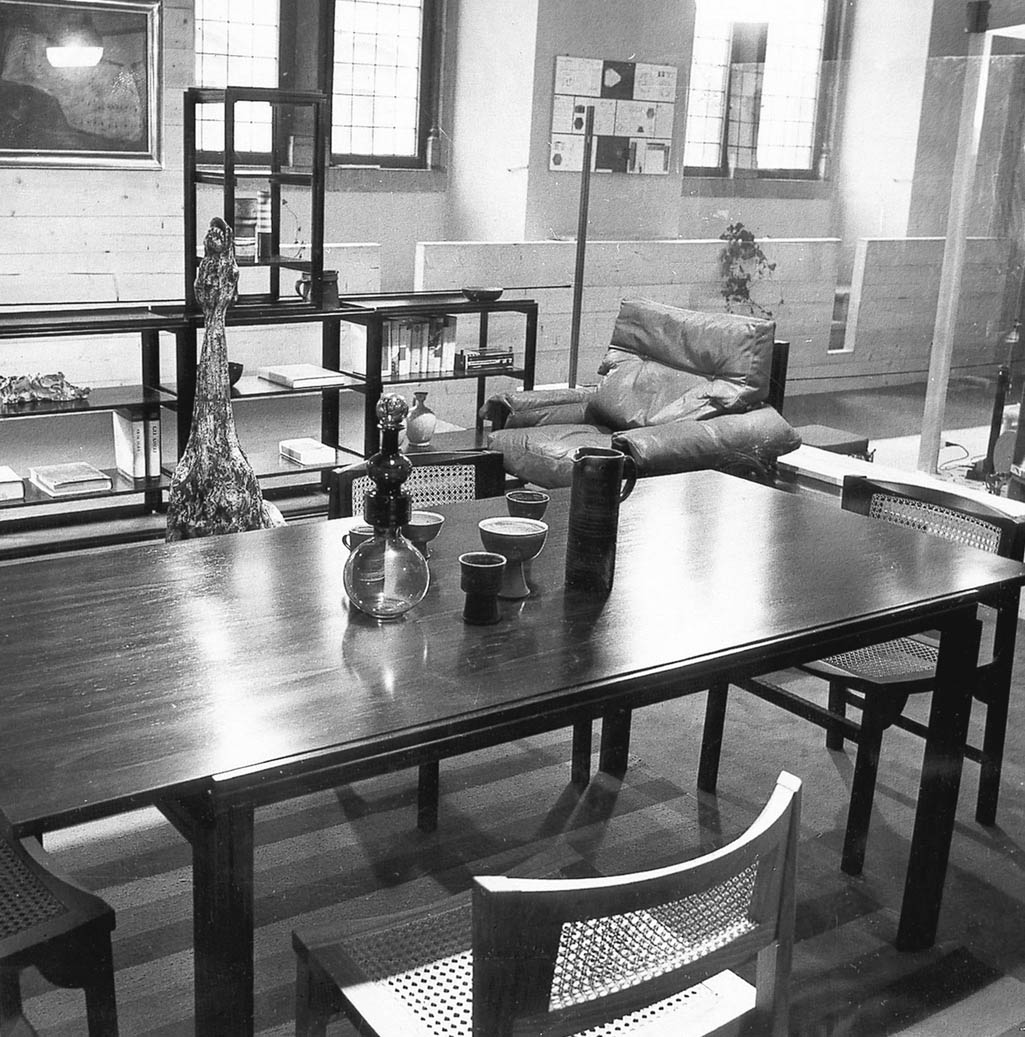
Mobili serie Estruso, Prod. Sormani, 1963-65. Mostra La Casa Abitata (Palazzo Strozzi, Firenze) 1965.

## Attività professionale e culturale
La figura di architetto di Carlo De Carli si identifica con l'antica figura di progettista integrale, per cui non esiste un sostanziale cambiamento di pensiero fra il disegno di una casa o di una sedia, in quanto entrambi fondati sull'attenzione ai gesti (con le loro misure fisiche e psichiche) e alla vita di chi abita, cioè alle essenze umane in gioco; cambiano solo gli specifici aspetti funzionali e le possibili declinazioni materiche ed estetiche del tema.
Nella sua attività professionale e culturale sono stati particolarmente significativi i rapporti con la Triennale di Milano, la Facoltà di Architettura del Politecnico e le realtà produttive del comparto mobiliero della Brianza milanese e comasca.
Con la Triennale di Milano, a partire dalla VII edizione del 1940, ha una continua interlocuzione, con ruoli diversi. Nel 1954 e nel 1957 è membro della Giunta Esecutiva della X e dell'XI Triennale e, fino al 1973, fa parte del Consiglio di Amministrazione. 
Con il giornale “il mobile italiano” Archiviato il 4 dicembre 2019 in Internet Archive. (1957-60) promuove il rinnovamento culturale dei tradizionali centri produttivi del mobile e l'incontro internazionale fra Cultura del Design, Facoltà di Architettura e Aziende Artigiane.
Docente Ordinario di architettura degli interni, Arredamento e Decorazione, dal 1965 al 1968 è Preside della Facoltà di Architettura del Politecnico di Milano, dove insegna fino al 1986.
Dal '67 al '71 dirige la rivista “Interni” e pubblica in proprio le sue ‘Ricerche in Architettura’. 
La successiva attività, fino alla scomparsa nel 1999, è stata dedicata interamente alla didattica, alla ricerca, agli scritti e alla pittura.
Fra i suoi scritti più importanti: Continuità (“Domus” n.194, 1944), Dall'addobbo all'estetica industriale (1963), gli editoriali del giornale “il mobile italiano” (1957-1960) e della rivista “Interni” (1967 – 1971), il volume Architettura Spazio Primario (Hoepli, 1982) e le raccolte delle sue ricerche e riflessioni: Creatività (1989), Corollario (1993).

## Attività universitaria
Laureato in Architettura nel 1934 al Politecnico di Milano, nel 1948 inizia a collaborare ai corsi di architettura degli interni, Arredamento e Decorazione (AIAD) tenuti da Gio Ponti presso la Facoltà di Architettura. Nel 1961 vince la cattedra di AIAD e succede a Ponti nell'insegnamento.  Sempre presso la Facoltà di Architettura del Politecnico di Milano fonda e dirige dal 1963 l'Istituto di AIAD per promuovere uno stretto legame tra progetto di architettura e ricerca. Attraverso l'idea di “spazio primario” pone lo spazio abitabile quale fondamento genetico dell'intera architettura, superando così la convenzionale interpretazione della disciplina di AIAD come ambito di attività progettuale riduttivo e minore. 
Dal 1965 al 1968, negli anni difficili della “contestazione” studentesca, è Preside della Facoltà di Architettura dove svolge un ruolo essenziale di equilibrio fra rivendicazioni e istituzioni, favorendo il rinnovamento degli studi in Architettura, anche a fronte delle lotte sociali esterne sulla casa e la città. 
Prosegue l'attività didattica fino al 1986. 

## Il pensiero teorico
Il pensiero teorico di Carlo De Carli ci riporta all’origine prima del fenomeno architettonico. I suoi scritti, sempre tesi a dimostrare l'infondatezza di ogni separazione fra esterno e interno e fra grande e piccolo, non propongono all'attenzione lo spazio o l'oggetto in quanto tali, ma il processo di formazione di spazi e oggetti e la loro reciproca relazione. Definito come "spazio delle prime tensioni interiori", ma anche come "spazio del gesto" e come "spazio di relazione", lo Spazio Primario cerca l'origine dell'Architettura negli spazi dove è possibile trovare il senso dell'accogliere il vivere umano. Lo Spazio Primario non ha, all'inizio, proprietà fisiche o figura o altra determinazione formale e sta tutto nell'attenzione alla "preziosità" della persona umana, in un rapporto stringente fra architettura ed etica, e fra architettura e politica, che supera la semplice utilità funzionale per interpretarne il senso e tradurlo in opera costruita.
I lavori di De Carli in cui è chiaramente incarnata questa idea di spazio di relazione sono innanzi tutto quelle inerenti a grandi funzioni collettive: il Teatro Sant'Erasmo (1951-53), le chiese di Sant'Ildefonso (1955-56) e di San Gerolamo Emiliani (1954-65) a Milano.

## Archivio
Il Fondo archivistico Carlo De Carli è depositato presso gli Archivi Storici del Politecnico di Milano.